# Дьяконов, Пётр Александрович (генерал-майор)
Пётр Александрович Дьяконов (24 сентября 1903 года, Вельск, Вологодская губерния — 24 мая 1983 года, Львов) — советский военный деятель, генерал-майор (4 февраля 1943 года).

## Начальная биография
Пётр Александрович Дьяконов родился 24 сентября 1903 года в Вельске ныне Вельского района Архангельской области.
В 1918 году окончил учительскую школу.

## Военная служба

### Гражданская война
В мае 1919 года призван в ряды РККА, после чего служил красноармейцем в гарнизонах городов Вятка и Глазов, однако уже в октябре был демобилизован в связи с малолетством.

### Межвоенное время
После демобилизации с октября 1919 года в отделе народного образования в г. Кадников (Вологодская губерния) регистратором и учителем по ликвидации неграмотности, а с марта 1921 года — уполномоченным в уездном продкомитете.
В августе 1921 года поступил в губернскую советскую партийную школу в Вологде, после окончания которой в сентябре 1923 года назначен заведующим клубом в г. Тотьма.
В ноябре 1925 года призван в ряды РККА, после чего учился в команде одногодичников в составе 32-го стрелкового полка (11-я стрелковая дивизия, Ленинградский военный округ), после окончания которой в июле 1926 года в составе того же полка служил на должности младшего командира. В октябре 1926 года П. А. Дьяконов был уволен в запас, после чего вернулся в Тотьму, где работал ответственным секретарём райсовета Осоавиахима, вербовщиком-корреспондентом леспромхоза, ответственным секретарём райисполкома и комендантом лесозавода № 6.
В ноябре 1930 года направлен на курсы переподготовки командиров взвода запаса в Ленинграде, после окончания которых в мае 1931 года призван в ряды РККА и направлен в 222-й стрелковый полк (74-я стрелковая дивизия, Северокавказский военный округ), где служил на должностях командира взвода и роты, помощника командира и командира батальона.
В январе 1938 года П. А. Дьяконов назначен на должность преподавателя стрелково-пулемётного дела в Ростовском артиллерийском училище, в декабре того же года — на должность командира 149-го стрелкового полка (5-я стрелковая дивизия, Белорусский военный округ), в июле 1940 года — на должность командира батальона курсантов Лепельского стрелково-миномётного училища, а в сентябре того же года — на должность начальника 1-го отделения отдела боевой подготовки штаба Западного Особого военного округа.
В 1940 году окончил три курса факультета заочного обучения Военной академии имени М. В. Фрунзе.

### Великая Отечественная война
С началом войны майор П. А. Дьяконов назначен на должность начальника отдела боевой подготовки штаба Западного военного округа 2-го формирования, однако уже в сентябре переведён на должность начальника штаба 340-й стрелковой дивизии, формировавшейся в г. Балашов (Саратовская область, Приволжский военный округ). После окончания формирования в ноябре дивизия была направлена на Западный фронт, после чего во время Битвы за Москву принимала участия в ходе Тульской, Калужской и Ржевско-Вяземской наступательных операций и освобождении городов Алексин и Калуга, после чего перешла к оборонительным боевым действиям на вяземском направлении и затем — в Воронежско-Ворошиловградской операции.
В ноябре 1942 года полковник П. А. Дьяконов назначен на должность начальника отдела боевой подготовки штаба 38-й армии, а 6 января 1943 года — на должность командира 237-й стрелковой дивизии, которая с 26 января принимала участие в боевых действиях в ходе Воронежско-Касторненской и Харьковской наступательных, Харьковской оборонительной операций, Курской битвы и Белгородско-Харьковской наступательной операции.
26 августа 1943 года генерал-майор П. А. Дьяконов был освобождён от занимаемой должности и направлен на лечение по болезни в московский госпиталь и после выздоровления в июне 1944 года назначен на должность начальника Саратовского суворовского военного училища.

### Послевоенная карьера
После окончания войны находился на прежней должности.
В апреле 1950 года направлен на учёбу на курсы усовершенствования командиров стрелковых дивизий при Военной академии имени М. В. Фрунзе, после окончания которых в мае 1951 года назначен на должность заместителя командира 31-го стрелкового корпуса, в феврале 1952 года — на должность начальника отдела боевой подготовки 6-й армии (Северный военный округ), в сентябре того же года — на должность начальника отдела боевой подготовки 13-й армии (Прикарпатский военный округ), а в феврале 1954 года — на должность начальника военной кафедры Львовского зооветеринарного института.
Генерал-майор Пётр Александрович Дьяконов 13 января 1959 года вышел в запас. Умер 24 мая 1983 года во Львове.

## Награды
- Орден Ленина (26.10.1955);
- Два ордена Красного Знамени (28.09.1943, 13.06.1952);
- Орден Суворова 2 степени (08.02.1943);
- Три ордена Красной Звезды (16.08.1936, 04.02.1943, 30.04.1945);
- Медали.

## Память
- На могиле установлен надгробный памятник.
- Имя воина увековечено в Главном Храме Вооружённых сил России и на мемориале «Дорога памяти»[4].